# Kanton Saint-Ouen
Kanton Saint-Ouen is een kanton van het Franse departement Seine-Saint-Denis. Kanton Saint-Ouen maakt deel uit van het arrondissement Saint-Denis (Seine-Saint-Denis) en telde 291 888 inwoners in 2017.

## Gemeenten
Het kanton Saint-Ouen omvatte tot 2014 enkel een deel van de  gemeente Saint-Ouen.
Bij de herindeling van de kantons door het decreet van 21 februari 2014, met uitwerking op 22 maart 2015, werd het kanton uitgebreid. Sindsdien bestaat het uit :
- Épinay-sur-Seine (westelijk deel)
- L'Île-Saint-Denis
- Saint-Ouen (hoofdplaats)